# Alheira (Barcelos)
Alheira é uma povoação portuguesa do Município de Barcelos que foi sede da extinta Freguesia de Alheira, freguesia que tinha 7,45 km² de área, 1 072 habitantes (2011) e, por isso, uma densidade demográfica de 143,9 hab/km². 
A Freguesia de Alheira foi extinta (agregada), no âmbito de uma reforma administrativa nacional, pela Lei n.º 11-A/2013 de 28 de janeiro, e agregada à Freguesia de Igreja Nova, para formar uma nova freguesia denominada União das Freguesias de Alheira e Igreja Nova, da qual é sede.
A Freguesia de Alheira fazia fronteira com Igreja Nova, Panque, São Pedro de Alvito e Roriz.

## População
| População da freguesia de Alheira (1864 – 2011) | População da freguesia de Alheira (1864 – 2011) | População da freguesia de Alheira (1864 – 2011) | População da freguesia de Alheira (1864 – 2011) | População da freguesia de Alheira (1864 – 2011) | População da freguesia de Alheira (1864 – 2011) | População da freguesia de Alheira (1864 – 2011) | População da freguesia de Alheira (1864 – 2011) | População da freguesia de Alheira (1864 – 2011) | População da freguesia de Alheira (1864 – 2011) | População da freguesia de Alheira (1864 – 2011) | População da freguesia de Alheira (1864 – 2011) | População da freguesia de Alheira (1864 – 2011) | População da freguesia de Alheira (1864 – 2011) | População da freguesia de Alheira (1864 – 2011) |
| ----------------------------------------------- | ----------------------------------------------- | ----------------------------------------------- | ----------------------------------------------- | ----------------------------------------------- | ----------------------------------------------- | ----------------------------------------------- | ----------------------------------------------- | ----------------------------------------------- | ----------------------------------------------- | ----------------------------------------------- | ----------------------------------------------- | ----------------------------------------------- | ----------------------------------------------- | ----------------------------------------------- |
| 1864                                            | 1878                                            | 1890                                            | 1900                                            | 1911                                            | 1920                                            | 1930                                            | 1940                                            | 1950                                            | 1960                                            | 1970                                            | 1981                                            | 1991                                            | 2001                                            | 2011                                            |
| 728                                             | 754                                             | 739                                             | 778                                             | 877                                             | 801                                             | 1 035                                           | 983                                             | 1 064                                           | 1 201                                           | 1 002                                           | 1 071                                           | 1 023                                           | 1 108                                           | 1 072                                           |